# (2519) Annagerman
(2519) Annagerman es un asteroide perteneciente al cinturón de asteroides descubierto por Tamara Mijáilnovna Smirnova el 2 de noviembre de 1975 desde el Observatorio Astrofísico de Crimea, en Naúchni.

## Designación y nombre
Annagerman se designó al principio como 1975 VD2.
Más tarde, en 1986, fue nombrado en honor de la cantante polaca Anna German (1936-1982).

## Características orbitales
Annagerman orbita a una distancia media de 3,142 ua del Sol, pudiendo alejarse hasta 3,68 ua y acercarse hasta 2,605 ua. Su inclinación orbital es 2,421 grados y la excentricidad 0,1709. Emplea en completar una órbita alrededor del Sol 2035 días.

## Características físicas
La magnitud absoluta de Annagerman es 11,5.